# Will Brandenburg
Will Brandenburg (ur. 1 stycznia 1987 w Walla Walla w stanie Waszyngton) – amerykański narciarz alpejski.
Startował na Igrzyskach w Vancouver. W superkombinacji zajął 10. miejsce.